# Por Mandato del Cielo
Por Mandato del Cielo: Una Historia de Fe Violenta es un libro de no-ficción por el autor Jon Krakauer, publicado por primera vez en julio de 2003. Investigó y yuxtapuso dos historias: el origen y evolución de la Iglesia de Jesucristo de los Santos de los Últimos Días (Iglesia SUD) y un asesinato doble moderno cometido en el nombre de Dios por hermanos Ron y Dan Lafferty, quiénes participaban en una versión fundamentalista de Mormonismo.
Los Laffertys eran anteriormente miembros de un muy pequeño grupo disidente llamadó la Escuela de Profetas, dirigido por Robert C. Crossfield (También conocido por su nombre de profeta Onias). El grupo acepta muchas creencias de la iglesia SUD original, en el tiempo cuando cesó la práctica de poligamia en los 90s, pero no se identifica con quienes se hacen llamar mormones fundamentalistas. El libro examina las ideologías tanto de la Iglesia SUD y de los grupos mormones fundamentalistas polígamos, como la Iglesia Fundamentalista de Jesucristo de los Santos de los Últimos Días  (Iglesia IFSUD).
El libro fue adaptado como una serie limitada que empezó a transmitirse en primavera de 2022 en FX en Hulu.

## Sinopsis

### Asesinatos
El libro inicia con noticias de 1984 sobre el asesinato de Brenda Lafferty y su hija infante, Erica. Brenda estuvo casada con Allen Lafferty, el más joven de los hermanos Lafferty. Sus hermanos mayores, Dan y Ron, desaprobaban de su cuñada Brenda porque creían que ella era la razón por la cual la esposa de Ron le dejó (después de no permitirle casarse con una segunda mujer). El extremismo de ambos hombres alcanzó nuevos niveles cuándo se volvieron miembros de la Escuela de los Profetas, fundados y dirigidos por Robert C. Crossfield. Después de unirse a este grupo, Ron declaró que el Dios le había enviado revelaciones sobre Brenda. La comunicación con Dios es una creencia principal del Mormonismo fundamentalista, así Iglesia SUD principal. Ron le mostró a los miembros de la Escuela de Profetas una "revelación de eliminación" escrita que presuntamente pedía el asesinato de Brenda y su bebe. Después de que otros miembros del Escolares fallaran en honrar la revelación de eliminación de Ron, los hermanos dejaron la Escuela.
Dan reclamó que él le corto la garganta a ambas víctimas, pero, en el juicio de 2001, Chip Carnes, quien manejaba en el coche de escape, testificó que Ron dijo que él había matado a Brenda, y que Ron había le había dado las gracias a su hermano por "hacer al bebe."
Después de los asesinatos, la policía encontró la "revelación" escrita sobre Brenda y Erica. La prensa informó ampliamente que Ron había recibido una revelación para matar a la madre y a la niña. Posteriormente, los hermanos Lafferty realizaron una conferencia de prensa grabada en la que Ron dijo que la "revelación" no estaba dirigida a él, sino a "Todd" [un vagabundo con quien Ron se había hecho amigo mientras trabajaba en Wichita] y que la revelación solo requería " remoción" de Brenda y su bebé, y no usó la palabra "matar". Al jurado en el juicio de Ron se le mostraron estos comentarios de Ron negando haber recibido una revelación para matar a Brenda y Erica.

### Historia Mormona
Después de comenzar con el caso Lafferty, Krakauer explora la historia del mormonismo, comenzando con los primeros años de vida de José Smith, fundador y primer profeta del movimiento de los Santos de los Últimos Días . Sigue su vida desde un juicio por fraude criminal hasta llevar a los primeros seguidores al condado de Jackson, Misuri, y Nauvoo, Illinois . Si bien la violencia parecía acompañar a los mormones, Krakauer señala que no necesariamente la iniciaron. Los primeros mormones enfrentaron la persecución religiosa de la corriente principal de los cristianos protestantes, debido a sus creencias poco ortodoxas, incluida la poligamia y la revelación continua de Dios a través de los profetas vivientes. Además, tendían a realizar negocios y relaciones personales solo con otros miembros de su comunidad. Hubo enfrentamientos violentos entre mormones y no mormones, que culminaron con la muerte de Smith el 27 de junio de 1844 cuando una turba le disparó después de atacarlo en la cárcel de Carthage, donde esperaba juicio por incitar a un motín después de ordenar, como alcalde de Nauvoo, en conjunto con el Concejo Municipal, la destrucción de la imprenta del Nauvoo Expositor, publicación local que había sido declarada estorbo público.
Desde Nauvoo, los mormones viajaron hacia el oeste hasta la actual Utah, liderados por el sucesor de Smith, Brigham Young. Al llegar a lo que llamaron Deseret, muchos mormones creyeron que el gobierno de los Estados Unidos los dejaría en paz, ya que el territorio era entonces parte de México. Poco después de su llegada, ocurrió la Guerra México-Estadounidense, con la eventual derrota de México. Bajo el Tratado de Guadalupe Hidalgo firmado el 2 de febrero de 1848, esta tierra, California y el Suroeste fueron cedidos a los Estados Unidos.
La muy controvertida revelación de Smith sobre el matrimonio plural amenazó con dividir a los seguidores de la fe. El Territorio de Utah era una teodemocracia dirigida por Brigham Young como gobernador, donde la poligamia continuó practicándose durante 43 años. Finalmente, el 23 de septiembre de 1890, Wilford Woodruff, el cuarto presidente de la Iglesia, afirmó haber recibido una revelación de Dios (conocida como el Manifiesto de 1890 ) que prohibía oficialmente la poligamia. Seis años más tarde, a Utah se le concedió la condición de estado.
Después del Manifiesto, algunos miembros se separaron de la iglesia principal para formar lo que finalmente se convirtió en la Iglesia IFSUD, el grupo más popular del mormonismo fundamentalista. La Iglesia IFSUD sigue alentando la poligamia, al igual que otros grupos disidentes.

### Comparaciones
Krakauer examina los eventos en la historia de los Santos de los Últimos Días y los compara con la doctrina IFSUD de hoy en día (y otras versiones minoritarias del mormonismo, como la Escuela de los Profetas de Crossfield). Examina la masacre de Mountain Meadows de 1857 durante la guerra de Utah, en la que los mormones y algunos indios Paiute locales reunieron y asesinaron a aproximadamente 120 miembros del grupo de emigrantes Baker-Fancher que pasaban por su territorio. Los mormones hicieron todo lo posible para ocultar su participación en la masacre (incluyendo vestirse como Paiute y pintarse la cara de manera similar). La Guerra Civil interrumpió las investigaciones de los hechos y no se procesó a nadie hasta 1874, cuando se acusó a nueve hombres. Durante casi dos décadas la falsedad sostuvo que la masacre se debió únicamente a los Paiute. La única persona condenada por el asunto fue John D. Lee, miembro de la Iglesia SUD. Fue condenado y ejecutado por el estado en 1877 por su papel en el crimen.
Krakauer cita información obtenida de varias entrevistas de Dan Lafferty y miembros anteriores y actuales de la Escuela Crossfield de los Profetas, así como otros mormones fundamentalistas. Se refiere a varias historias sobre la formación del mormonismo para vincular los orígenes de la religión con las iteraciones modernas tanto de la iglesia como de los fundamentalistas.

## Derivación del título
El título del libro se extrae de un discurso de 1880 de John Taylor, el tercer presidente de la Iglesia SUD, defendiendo la práctica del matrimonio plural:
Dios es más grande que los Estados Unidos, y cuando el Gobierno entre en conflicto con el cielo, seremos alineados bajo la bandera del cielo contra el Gobierno. Estados Unidos dice que no podemos casarnos con más de una esposa. Dios difiere.

## Recepción
Charles Graeber de The Guardian (un periódico británico ) incluyó el libro entre sus 10 mejores libros sobre crímenes reales y describió a Krakauer como "un maestro periodista y narrador que no tiene restricciones ni miedo al manto del crimen real. [Él] abre las puertas doradas a una de las religiones más nuevas y de más rápido crecimiento en Estados Unidos para preparar el escenario para el drama de no ficción".
Antes del lanzamiento del libro en 2003, Richard E. Turley, director gerente del Departamento de Historia de la Iglesia de la Iglesia SUD, argumentó que el libro contenía errores históricos y afirmaciones incorrectas, y mostraba "falta de familiaridad con los aspectos básicos" de la historia de la Iglesia. teología y estructura administrativa; y criticó el trabajo por carecer de una "metodología científica". Acusó a Krakauer de "condenar la religión en general". En su edición de bolsillo del libro de 2004, Krakauer respondió a estas acusaciones.
Mike Otterson, director gerente de asuntos públicos de la Iglesia SUD, condenó el ejemplo de Krakauer de "fanáticos" religiosos para sacar conclusiones sobre todos los mormones y cualquier propensión a la violencia. Otterson dijo que, después de leer el libro, "uno podría ser perdonado por concluir que todos los Santos de los Últimos Días, incluido su amigable vecino mormón, tienen una tendencia a la violencia. Y así, Krakauer, sin darse cuenta, se coloca en el mismo campo que aquellos que creen que todos los alemanes son nazis, todos los japoneses son fanáticos y todos los árabes son terroristas".

## Adaptación televisiva
En julio de 2011, Warner Bros. compró los derechos cinematográficos del libro, con Ron Howard como director y Dustin Lance Black como guionista. En junio de 2021, se anunció que el libro se volvería a desarrollar como una serie limitada para FX, con Black todavía adjunto como escritor, David Mackenzie como director y Andrew Garfield y Daisy Edgar-Jones como protagonistas. La serie debutó en abril de 2022 en FX en Hulu .

## Documental relacionado
En 2015, Amy Berg estrenó su documental independiente Prophet's Prey sobre mormones fundamentalistas que practican la poligamia, basado en el caso de Warren Jeffs, condenado a cadena perpetua por poligamia y abuso de menores. Krakauer participó en esta película y aparece ante la cámara, mientras continuaba su propia investigación de las sectas que practicaban la poligamia. Ron Howard y Brian Grazer, ambos trabajando en el proyecto anterior como productores, fueron productores ejecutivos de este documental.